# Claude Chevalley
Claude Chevalley (* 11. Februar 1909 in Johannesburg, Südafrika; † 28. Juni 1984 in Paris) war ein französisch-amerikanischer Mathematiker und Mitglied von Bourbaki.

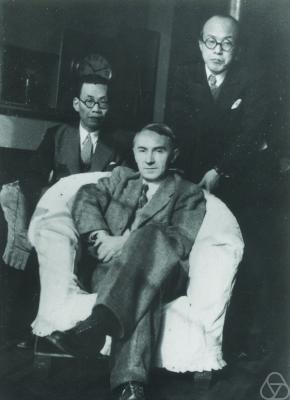
Chevalley (Mitte) mit Yazuo Akizuki (links), Akira Kobori (rechts)

## Leben
Chevalley war der Sohn des französischen Diplomaten Abel Chevalley, der mit Chevalleys Mutter, Marguerite Chevalley (1880–1979), geborene Sabatier und Tochter des französisch-reformierten Theologen Louis Auguste Sabatier,  den Concise Oxford French Dictionary schrieb. Er studierte ab 1926 an der Ecole Normale Superieure in Paris unter Émile Picard (Abschluss 1929) und setzte seine Studien 1931/2 bei Emil Artin in Hamburg und danach in Marburg bei Helmut Hasse fort. Dort wurde er zur Beschäftigung mit der Klassenkörpertheorie geführt, über die er in Paris 1933 promovierte. In Deutschland lernte er auch den japanischen Mathematiker Shokichi Iyanaga kennen, und seine Verbindung zu Japan führten zu einer Vorlesungsreihe 1953 in Tokio, die auch als Buch veröffentlicht wurde (einer der Hörer Gorō Shimura trug auch durch einen verbesserten Beweis von Chevalley´s Lemma zur Buchveröffentlichung bei). Ein weiterer enger Freund aus der Zeit in Deutschland war der früh verstorbene Jacques Herbrand. 1934 wurde er einer der Gründungsväter des Bourbaki-Kreises. 1938 ging er an das Institute for Advanced Study in Princeton und blieb dort während des Krieges. 1949–1957 war er Professor für Mathematik an der Columbia-Universität in New York, kehrte aber danach wieder nach Frankreich zurück, wo er 1957 Professor an der Universität Paris (später der Universität Paris VII) wurde. Ein Lehrstuhl an der Sorbonne wurde ihm verweigert, wobei zunächst vorgeschoben wurde, dass er amerikanischer Staatsbürger war, und auch nachdem er nachwies, dass er noch die französische Staatsbürgerschaft hatte, ging die Kampagne gegen seine Berufung weiter.
Chevalley war in diversen Gruppen politisch aktiv und interessierte sich für Philosophie, so dass in seinen Gesammelten Werken auch ein Band mit nicht-mathematischen Schriften erschien, herausgegeben von seiner Tochter. Beispielsweise war er auch um 1970 mit Alexander Grothendieck und Pierre Samuel in der pazifistischen und Umwelt-Gruppe Survivre et vivre. In den 1930er Jahren stand er der Nonkonformisten-Bewegung des Ordre Nouveau von Arnaud Dandier nahe. Philosophisch stand er Émile Meyerson nahe.
1965 wurde er korrespondierendes Mitglied der Académie des sciences und 1967 Ehrenmitglied der London Mathematical Society.

## Werk
Chevalley war ein typischer Algebraiker und schrieb in einem knappen, trockenen Stil. Nach Armand Borel ist der trockene Bourbaki-Stil vor allem ihm zu verdanken. Er leistete in der Algebra, algebraischen Geometrie und Zahlentheorie fundamentale Beiträge. Beispielsweise „algebraisierte“ er die Klassenkörpertheorie mit der Einführung der Adele und Idele unter Umgehung aller transzendenter Elemente wie Dirichletreihen u. a. und gab der Theorie der Spinoren (Clifford-Algebren), die schon Élie Cartan in Frankreich untersucht hatte, eine algebraische Form. Er untersuchte auch algebraische Gruppen und fand endliche einfache Gruppen vom Lie-Typus („Chevalley-Gruppen“), indem er die Theorie der Lie-Algebren, davor definiert über den reellen oder komplexen Zahlen, in eine abstrakte Form brachte, die sie auch über endlichen Körpern definierte. Der Chevalley-Eilenberg-Komplex zur Konstruktion einer Kohomologie zu einer Lie-Algebren-Darstellung ist mit seinem Namen verbunden.
Der Satz von Chevalley (oder von Chevalley-Warning, zusätzlich nach Ewald Warning) von 1936 gibt Lösungsbedingungen für polynomiale Gleichungssysteme in {\displaystyle r} Variablen über endlichen Körpern (wobei die Polynome keinen konstanten Term haben) und stellt die Lösung für genügend große Variablenzahl sicher. Er bewies damit eine Vermutung von Artin, dass endliche Körper quasi-algebraisch abgeschlossen sind.
Im Seminaire Chevalley / Cartan in Paris 1955/1956 und im Seminaire Chevalley 1956/57, 1957/58 wurden die Grundlagen der Schema-Theorie gelegt, mit der Alexander Grothendieck die algebraische Geometrie neu begründete.
1941 erhielt er den Cole-Preis für Algebra der American Mathematical Society. 1958 hielt er einen Plenarvortrag auf dem Internationalen Mathematikerkongress in Edinburgh (La théorie des groupes algébriques).
Chevalley trug wesentlich dazu bei, die Ergebnisse der deutschen algebraischen Schule um Emmy Noether, Emil Artin, Helmut Hasse zunächst nach Amerika und dann nach Frankreich (Nicolas Bourbaki) zu übertragen und weiterzuentwickeln.
Zu seinen Doktoranden zählen Leon Ehrenpreis und Gerhard Hochschild.

## Schriften
- Sur la théorie du corps de classes dans les corps finis et les corps locaux. In: Imperial University of Tokyo. Journal of the Faculty of Science. Section 1: Mathematics, Astronomy, Physics, Chemistry. Band 2, Nr. 9, 1933, S. 365–476, (Dissertation 1934; Digitalisat).
- L’arithmétique dans les algèbres de matrices (= Actualités Scientifiques et Industrielles. 323, ISSN 0365-6861 = Actualités Scientifiques et Industrielles. Exposés Mathématiques. 14). Hermann, Paris 1936.
- La théorie du corps de classes. In: Annals of Mathematics. Serie 2, Band 41, Nr. 2, 1940, S. 394–418, doi:10.2307/1969013.
- Theory of Lie Groups. / Théorie des groupes de Lie. 3 Bände. 1946, 1951, 1955;
  - Theory of Lie Groups. I (= Princeton Mathematical Series. 8, ISSN 0079-5194).  Princeton University Press, Princeton NJ 1946;
  - Théorie des groupes de Lie. Band 2: Groupes algébriques (= Actualités Scientifiques et Industrielles. 1152 = Publications de l'Institut de Mathématique de l'Université de Nancago. 1). Hermann, Paris 1951;
  - Théorie des groupes de Lie. Band 3: Théorèmes généraux sur les algèbres de Lie (= Actualités Scientifiques et Industrielles. 1226 = Publications de l'Institut de Mathématique de l'Université de Nancago. 4). Hermann, Paris 1954.
- Introduction to the Theory of Algebraic Functions of One Variable (= Mathematical Surveys. 6, ISSN 0076-5376). American Mathematical Society, New York NY u. a. 1951.
- Class field theory. Nagoya University, Nagoya 1953–1954.
- The algebraic theory of spinors. Columbia University Press, New York NY 1954.
- The construction and study of certain important algebras (= Publications of the Mathematical Society of Japan. 1, ISSN 0549-4540). The Mathematical Society of Japan, Tokio 1955.
- Sur certains groupes simples. In: Tôhoku Mathematical Journal. Band 7, Nr. 1/2, 1955, S. 14–66, doi:10.2748/tmj/1178245104.
- Fundamental concepts of algebra (= Pure and Applied Mathematics. 7, ISSN 0079-8169). Academic Press, New York NY 1956.
- Fondements de la géometrie algébrique. Mathématiques approfondies 1957/1958. Secrétariat Mathématique, Faculté des Sciences de Paris, Paris 1958.
- Collected Works. 2 Bände.[9] Herausgeber: Pierre Cartier, Catherine Chevalley[10] Springer, Berlin u. a. 1997–
  - Band 2: The algebraic theory of spinors and Clifford algebras. 1997, ISBN 3-540-57063-2;
  - Band 3: Classification des groupes algébriques semi-simples. 2005, ISBN 3-540-23031-9.